# Mihimaclip 4
『mihimaclip4』（ミヒマクリップ4）はmihimaru GTが2010年9月22日に発売した4枚目のビデオ・クリップ集。

## 概要
約2年ぶりとなるmihimaru GTのビデオクリップ集で、20thシングル「Switch (mihimaru GTの曲)|Switch」から24thシングル「オメデトウ」までのビデオクリップに加え、22ndシングル「アン♥ロック」を題材に作られた「モバ・ドラ「FLOWER SHOP DIARY」 泥だらけの訪問者」のビデオクリップバージョンが収録されている。
ライブビデオ「mihimaLIVE3 〜University of mihimaru GT☆mihimalogy 実践講座!!アリーナSPECIAL〜」、さらに本作品と「mihimaLIVE3〜」を合わせた2枚組「mihimaLIVE3 〜University of mihimaru GT☆mihimalogy 実践講座!!アリーナSPECIAL〜& mihimaclip4」と同時発売。

## 曲目
1. Switch
20thシングル
2. とろけちゃうダンディ〜
21stシングル
3. アン♥ロック
22ndシングル
4. Love Letter
23rdシングル
5. オメデトウ
24thシングル
6. アン♥ロック (モバ・ドラ「FLOWER SHOP DIARY」 ～泥だらけの訪問者 -Music Clip Ver.-～)
22ndシングルのドラマバージョンのビデオクリップ